# William Winter (Autor)

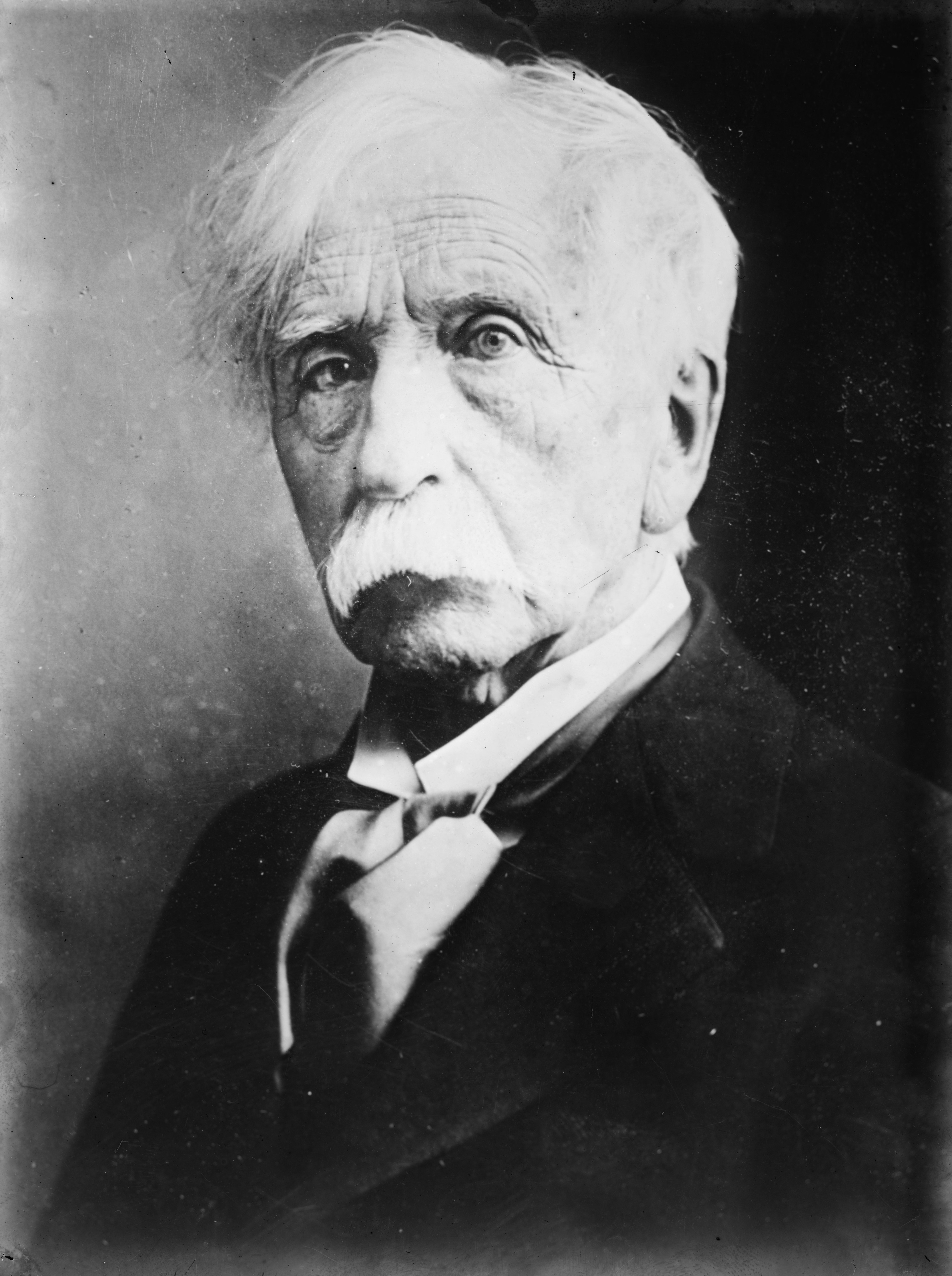
William Winter, circa 1915

William Winter (* 15. Juli 1836 in Gloucester, Massachusetts; † 30. Juni 1917 in New Brighton) war ein US-amerikanischer Schriftsteller und Literaturkritiker.

## Leben und Werk
William Winter wurde am 15. Juli 1836 als Sohn des Kapitäns Charles Winter und seiner Frau Louisa Wharf geboren. Nach dem frühen Tod seiner Mutter erlebte Winter eine schwere Kindheit. Obwohl er die High School mit 16 beendete, konnte er aufgrund von Geldnot und einer schlechten Gesundheit erst 1856 an der Harvard’s Dane School of Law starten. Nach dem Abschluss verfolgte er eine Karriere als Anwalt nicht weiter. Stattdessen begann er eine Karriere als Dichter, traf Thomas Bailey Aldrich und schloss eine Freundschaft mit Henry Wadsworth Longfellow, der ihn in einem Brief an Henry Clapp, Jr. pries. Dieser Brief überzeugte Clapp wohl, Winter für sein eher kurzlebiges Magazin Saturday Press anzuheuern. 1859 zog er nach New York. Die Einstellung der Veröffentlichung von Saturday Press Ende 1860 machte Winter arbeitslos und stieß ihn erneut in Geldnot, weshalb er Schulden bei Freunden machte und einen Posten beim New York Leader annahm. Ende 1861 wechselte er zum Magazin Albion, wo er sich unter dem Pseudonym Mercutio einen Namen als Literaturkritiker machte. Vier Jahre später wechselte er zur New York Tribune, wo er für 25 Jahre eine führende Figur in der Literaturwelt Amerikas wurde. In diesem Posten kritisierte Winter, für den die Werke Shakespeares ein Ideal darstellten, den Realismus, vertreten von Autoren wie dem Norweger Henrik Ibsen; Kunst solle Schönheit, nicht Deformität abbilden. Oft beeinflussten ihn persönliche Vorurteile bei seiner Arbeit. Gegen Ende seiner Arbeit bei der New York Tribune 1909 verlor er seinen hohen Status in der Welt der Literatur. Nach seinem Ruhestand verfasste er mehrere Artikel für verschiedene Magazine und theoretische Bücher über Theater. Außerdem veröffentlichte er ab den 1880ern mehrere Biographien. Er starb 1917.
Ende 1860 heiratete Winter die Autorin Elizabeth Campbell, mit der er vier Söhne und eine Tochter hatte.